# ليزا ل. كننغهام
ليزا لين كاننغهام عالمة أمريكية. وهي باحثة أولى في بيولوجيا الخلايا الحسية في المعهد الوطني للصمم واضطرابات التواصل الأخرى (NIDCD).

## التعليم
حصلت كاننغهام على درجة البكالوريوس. وماجستير في السمعيات من جامعة تينيسي. تم تقديمها لأول مرة إلى مجال السمعيات بواسطة صامويل بورشفيلد. كانت أطروحتها عام 1991 بعنوان: تأثيرات قطبية النقر على إستجابات جذع الدماغ السمعي في الإنسان باستخدام إخفاء الضوضاء عالية التمرير. أكملت أطروحتها بتوجيه من مستشارها الرئيسي، جيمس دبليو تيلين، وتنسب الفضل إلى رافي كريشنان لدوره في تصميمها. أكملت كننغهام الزمالة السريرية في علم السمع في مستشفى جامعة إنديانا الصحية الجامعية. حصلت على درجة الدكتوراه. في علم الأعصاب من جامعة فيرجينيا. كانت أطروحتها بعنوان: أدوار جديدة للظهارة الصبغية الشبكية في التعبير ودوران البروتين الرابط بين مستقبلات الريتينويد. كان مستشارها للدكتوراه فيديريكو غونزاليس فرنانديز. أكملت كانينغهام زمالة ما بعد الدكتوراه في علم الأعصاب السمعي في جامعة واشنطن.

## الوظيفة والأبحاث
بعد حصولها على الدكتوراه، عملت كننغهام كأستاذ مساعد في الجامعة الطبية في ساوث كارولينا حيث أجرى مختبرها الدراسات الأولية على حماية بروتين الصدمة الحرارية (HSP) ضد فقدان السمع الناجم عن الأدوية السامة وموت خلايا الشعر. تم تمويل هذا العمل من خلال منحة مشروع بحث.
في يناير 2011، انضمت كننغهام إلى قسم NIDCD الداخلي كرئيس بالنيابة لقسم بيولوجيا الخلايا الحسية. تعتمد إهتماماتها البحثية على العمل السابق الذي يدرس دور بروتينات الصدمة الحرارية (HSPs) في حماية خلايا الشعر من فقدان السمع الناجم عن الأدوية السامة وموت خلايا الشعر. كرئيسة للفريق، قادت فريقًا يهدف إلى فهم الآليات الجزيئية الكامنة وراء التأثيرات الوقائية لـ HSPs، وترجمة النتائج إلى علاجات إكلينيكية لمنع فقدان السمع الناجم عن التعرض للأدوية السامة للأذن.
في نوفمبر 2014، أصبحت محققة أولى ثابتة.